# 巴杜拉鎮區 (明尼蘇達州哈伯德縣)
巴杜拉鎮區（英語：Badoura Township）是位於美國明尼蘇達州哈伯德縣的一個行政鎮區。

## 地方資料
巴杜拉鎮區的面積為94.49平方千米，當中陸地面積為91.84平方千米，而水域面積為2.64平方千米。根據2020年美國人口普查的數據，當地共有人口152人，而人口密度為每平方千米1.61人。